# 特里維爾 (紐約州)
特里維爾（英語：Terryville）是位於美國紐約州薩福克縣的普查規定居民點。

## 人口
根據2020年美國人口普查的數據，特里維爾的面積為8.17平方千米，皆為陸地。當地共有人口11472人，而人口密度為每平方千米1,404.16人。